# Allisyn Snyder
Allisyn Ashley Snyder, född Arm 25 april 1996 i Glendale i Kalifornien, är en amerikansk skådespelare. Hon har bland annat gjort rollen som Zora Lancaster i Sonnys chans och medverkat i Disney Channels sketchkomediserie So Random!.

## Filmografi
| År        | Titel                                  | Roll                  | Noteringar                                                   |
| --------- | -------------------------------------- | --------------------- | ------------------------------------------------------------ |
| 1998      | The Cask of Amontillado                | Montressor's Daughter |                                                              |
| 2001      | Strong Medicine                        | Wendy Withers         | Episod: "Outcomes"                                           |
| 2003      | Miracles                               | Amelia Wye            | Episod: "Little Miss Lost"                                   |
| 2003      | Vänner                                 | Leslie Buffay         | Episod: "The One Where Ross Is Fine"                         |
| 2003      | Judging Amy                            | Molly Maddox          | Episod: "Ex Parte of Five"                                   |
| 2003      | 10-8: Officers on Duty                 | Little Wailing Girl   | Episod: "Late for School"                                    |
| 2004      | Eulogy                                 | Collin's Daughter     |                                                              |
| 2005      | Man of the House                       | Charlotte Tulaire     |                                                              |
| 2005      | Still Standing                         | Ella                  | Episod: "Still Holding"                                      |
| 2005      | Inconceivable                          | Lexie                 | Episod: "To Surrogate, with Love"                            |
| 2006      | Dive Olly Dive!                        | Beth                  | 6 episoder                                                   |
| 2006      | Vanished                               | Violet                | Episod: "Warm Springs"                                       |
| 2007      | Back to You                            | Kid #1                | Episod: "Gracie's Bully"                                     |
| 2007      | King of California                     | Miranda (9 år)        |                                                              |
| 2007      | Greetings from Earth                   | Little girl           |                                                              |
| 2007      | Mr. Woodcock                           | Scout Girl            |                                                              |
| 2007      | Santa Croce                            | Alison                |                                                              |
| 2008      | Disney Channel's Totally New Year      | Player                | Disney Channel-Event                                         |
| 2008      | Meet Dave                              | Nerdy Girl            |                                                              |
| 2008      | One                                    | Lisa                  |                                                              |
| 2009      | Disney Channel's Totally New Year 2009 | Som sig själv         |                                                              |
| 2009–2010 | Sonny With a Chance                    | Zora Lancaster        | Huvudroll, Disney Channel Original Series, 26 av 46 episoder |
| 2011–     | So Random!.                            | Zora Lancaster        | Huvudroll, Disney Channel Original Series                    |